# Скорик Микола Леонідович
Мико́ла Леоні́дович Ско́рик (нар. 27 листопада 1972, Одеса, Українська РСР, СРСР) — український політик, підприємець. Колишній член проросійської партії ОПЗЖ. Народний депутат VIII та IX скликань.
Член Комітету ВРУ з питань економічного розвитку. Колишній член Партії регіонів, голова Одеської ОДА (з 8 листопада 2013 по 3 березня 2014). Кандидат на посаду міського голови Одеси (2020), програв в ІІ турі чинному та той час меру Геннадію Труханову. Кандидат економічних наук (2012).

## Життєпис
Народився в Одесі, 1989 там же закінчив школу № 121. 1994 року закінчив Одеський політехнічний інститут за спеціальністю «Економіка і управління в машинобудуванні» з кваліфікацією інженера — економіста. Після закінчення навчання — здобув ступінь кандидата економічних наук.
1994 — менеджер у СП «Примор'я».
В травні 1995 року очолив відділ розвитку АКБ «Імексбанк».
В листопаді 1999 року призначений виконуючим обов'язки голови правління «Імексбанку», з грудня — голова правління.
З 16 листопада 2010 року по листопад 2013 року — міністр фінансів АР Крим.
8 жовтня 2012 року — державний службовець першого рангу. У серпні 2019 року Скорик підтримував на суді підозрюваних у трагедії в Одесі 2 травня, учасників антимайдану громадянина РФ Євгена Мефьодова та активіста «Куликового поля» Сергія Долженкова, яким інкримінували заклики до повалення конституційного ладу і провокування заворушень, що призвели до загибелі людей у Будинку профспілок. Підозрювані вийшли під заставу, яку зібрали Скорик з іншими членами ОПЗЖ.

## Політика
Був помічником у народного депутата IV скликання Леоніда Клімова (Заєду) та VI скликання Віталія Борта (Партія регіонів).
З травня 2006 року по листопад 2010 року — голова Одеської облради. 8 листопада 2013 року призначений головою Одеської обласної адміністрації.
З листопада 2013 року по березень 2014 року — очолює одеський відділок Партії регіонів. У березні 2014 року виходить із партії.
З червня 2014 до вересня 2014 року — голова Одеського офісу Партії розвитку України. Підтримував Сергія Тігіпка на Виборах Президента 2014.
У квітні 2014 року створює та очолює нову депутатську групу «Єдність» в Одеській обласній раді, стає членом Президії обласної ради.
Нардеп України VIII скликання з 27 листопада 2014 до 29 серпня року. Обраний від «Опозиційного блоку» за партійним списком (№ 10). Член Комітету ВРУ з питань бюджету.
18 січня 2018 року був одним із 36 депутатів, що голосували проти Закону про визнання українського суверенітету над окупованими територіями Донецької та Луганської областей.
Народний депутат IX скликання з 29 серпня 2019 року від ОПЗЖ. Член Комітету ВРУ з питань економічного розвитку.

### Вибори міського голови Одеси 2020
Кандидат у мери Одеси на виборах у жовтні 2020 року. в І турі набрав 19,4 %, зайнявши друге місце після діючого міського голови Геннадія Труханова (38,3 %). В ІІ турі Скорик набрав 42, 1 % (72 974 голосів) проти 54,2 % (93 921 голосів) Труханова, таким чином, програвши діючому очільнику міста з відносно невеликим відривом.

## Майно
У декларації вказано у власності три квартири (172, 523 і 60 м2) і три будинки (217, 629 і 629 м2) в Одесі та області. Автомобілі Mercedes ML 350 і Lexus RX 350, згодом — дві однакові Toyota Land Cruiser 200. Поціновувач дорогих годинників Chopard, Bulgari, Ulysse Nardin, Patek Philippe.

## Скандали
Приховав бізнес у декларації за 2014 рік.
22 липня 2025 року голосував за закон України 12414 який був ухвалений з порушенням Регламенту Верховної Ради України та підпорядкував НАБУ та САП Генеральному прокурору і викликав масові протести.

## Сім'я
- Дружина — Наталя Володимирівна Скорик, виховують доньку Маргариту і сина Віктора.
- Батько Леонід Давидович Скорик був відомим фахівцем з електронного устаткування.
- Мати Людмила Залюбинська була фізиком (нині доцент університету ім. Мечникова). У кінці 80-х Людмила займалася політикою, була одним із творців «Народного Руху» (знайома з В'ячеславом Чорноволом), очолювала Комітет солдатських матерів Одеси (хоча її син в армії не служив).

## Нагороди
- Орден «За заслуги» II ст. (27 червня 2013) — за значний особистий внесок у державне будівництво, соціально-економічний, науково-технічний, культурно-освітній розвиток України, вагомі трудові здобутки та високий професіоналізм[19]
- Орден «За заслуги» III ст. (5 грудня 2008) — за вагомий особистий внесок у розвиток місцевого самоврядування, багаторічну сумлінну працю і високий професіоналізм[20]